# Cursa Bombers de Barcelona
La Cursa Bombers de Barcelona és una cursa atlètica de 10 kilòmetres que es corre a Barcelona normalment a l'abril. La primera edició va ser el 1999 promoguda pels Bombers de Barcelona.

## Història
La idea d'organitzar la Cursa Bombers de Barcelona va sorgir de Sandro Rosell, aleshores responsable del Departament de Màrqueting de Nike Iberia, que volia que Nike patrocinés una cursa a la ciutat de Barcelona. Totes les curses de la ciutat comptaven amb el patrocini d'Adidas, i l'Ajuntament no volia incloure més curses, per tal de no tancar els carrers de la ciutat un diumenge més. Nike va proposar aleshores als Bombers de Barcelona que la cursa portaria el seu nom, i els bombers van convèncer l'Ajuntament d'autoritzar la cursa. Un cop aconseguida la cursa, Nike va endegar una forta campanya de 'contramàrqueting' per a contrarestar la mala imatge que tenien Nike i Adidas per no respectar els drets dels treballadors al Tercer Món. Així, la campanya boicotejava la seva pròpia publicitat amb frases com: 'si penses que córrer et farà feliç, ho tens clar', 'si penses que córrer et tornarà idiota, descarat que sí', 'córrer amb els bombers, per què?', o 'hem de boicotejar la cursa!!'

### Edicions
1999
La primera edició de la cursa va ser el diumenge 25 d'abril de 1999. Amb més de 3.000 corredors, el recorregut circular iniciava a l'avinguda Marquès de l'Argentera, i després de baixar per la Rambla, feia la volta al perímetre del parc de la Ciutadella. El guanyador de la cursa va ser el kenyà Cheren Simatwa, amb un temps de 28' 24''. La primera dona va ser la catalana Meritxell Martos, amb un temps de 36' 04''. El primer bomber va ser el caporal de Bombers de Barcelona Xavier Torrent, que també seria el primer els dos anys següents.
2000

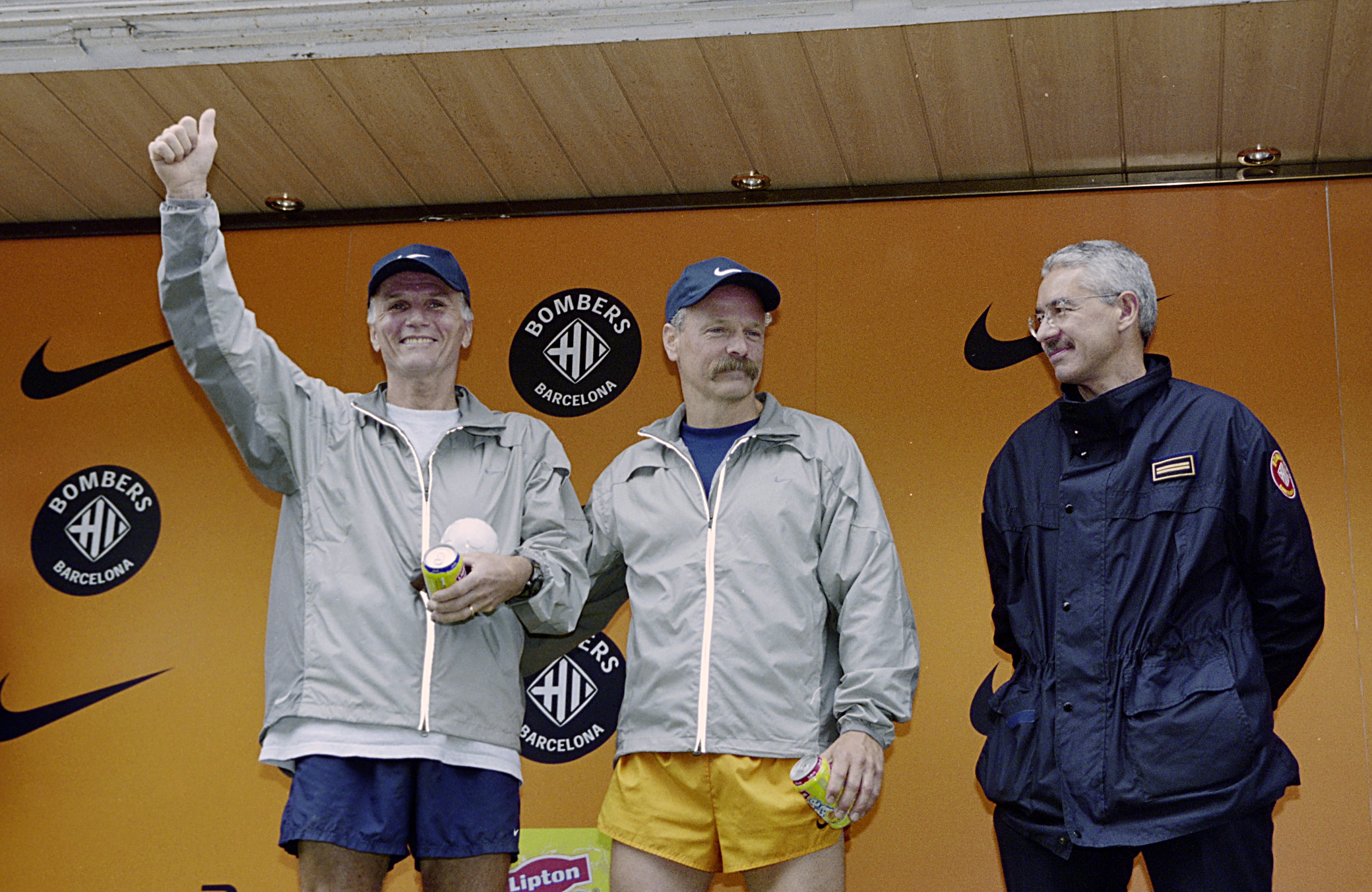
Reconeixement als 2 bombers de Nova York en finalitzar la Cursa de 2002

La segona edició, celebrada el diumenge 16 d'abril de 2000, amb 3.500 inscrits, va ser dominada pels atletes kenyans: les 4 primeres places masculines, encapçalada per John Thuo Itati (28' 39'') seguit per Cheren Simatwa (28' 41'') i també en la femenina, Leah Kiprono (33' 02'').
2001
El 8 d'abril de 2001 va tenir lloc la tercera edició de la prova, amb 4.500 atletes. El kenyà David Tuwei va repetir la marca de la cursa, 28' 24'', la més ràpida de l'estat espanyol.
2002
La quarta cursa, el diumenge 9 d'abril de 2002, va aplegar 4.160 corredors. Els vencedors van ser l'eritreu Yonas Kifle (28' 29'') i la kenyana Filmena Chepchirchir (33' 10''). El primer bomber va ser Carmelo Antón (31' 53'') de Bombers de Sòria. També hi van participar, com a homenatge als Bombers de Nova York, després dels tràgics atemptats terroristes a les torres bessones, dos bombers del New York City Fire Department (FDNY), Tim Mc Cauley (39' 10'') i Thomas Grimshaw (42' 46''). Hi van córrer un total de 115 bombers, als que la cursa va servir d'escalfament per als Jocs Mundials de Policies i Bombers que s'havien de celebrar a Barcelona l'any següent.
2003
En la cinquena cursa, el diumenge 30 de març de 2003, el nombre de corredors va arribar a 6.600. Els guanyadors van ser el kenyà David Tuwei (28' 32'') i la palentina Marta Domínguez (34' 06''). El primer bomber va ser Juan Carlos Aranda (35' 48''), seguit de Víctor Dobaño (36' 15'') i de Francisco Fernández, Tomás Chiva i Sergi Fuertes, tots ells membres de Bombes de Barcelona.
2004
A la sisena edició de la cursa, celebrada el diumenge 18 d'abril de 2004, amb el lema 'Tu contra el tu de l'any passat', hi van participar 8.230 corredors, entre ells 68 membres de Bombers de Barcelona, el millor classificat entre ells va ser Lluís López Cuadradas (34' 42''), seguit de Víctor Dobaño (35' 34''), Joaquim Galindo, Francesc Fernández i Sergi Fuertes. El recorregut va discórrer pel front marítim, l'avinguda Paral·lel, la Rambla i el parc de la Ciutadella. La classificació general va ser encapçalada pels kenyans Edwin Soi (28' 32'') i Irene Kwambai (32' 18'').
2005
La setena edició de la cursa es va celebrar el diumenge 3 d'abril de 2005. Amb més 9.000 inscrits, López Cuadradas (34' 40'') va tornar a ser el primer bomber classificat, obtenint la posició 93 de la general, seguit de Juan Carlos Aranda (35' 12'') i Víctor Dobaño (35' 51'').
2006
El 9 d'abril de 2006 va tenir lloc la vuitena edició de la cursa, amb el lema 'Aquest any ni de broma', amb la participació de 10.300 atletes, entre ells figures de l'atletisme mundial, com el català Reyes Estévez (Campió d'Europa de 1.500 metres a Budapest el 1998), el madrileny Chema Martínez (Campió d'Espanya de 10.000 metres el 2004 i el 2005), els kenyans David Tuwei (guanyador de la cursa el 2001 i 2003) i Paul Kosgei, Marta Domínguez (guanyadora de la cursa 2003, 9 cops campiona d'Espanya en 3.000 metres i campiona d'Europa de 5.000 metres el 2002) i la keniana Margaret Okajo (guanyadora de les maratons de Boston el 2002, Nova York el 2003 i Londres el 2004). Els vencedors van ser el kenyà Peter Kamais que va batre el rècord de la prova amb un temps de 27' 29'', i la corredora etíop Belainesh Fikadu (31' 55''). La novetat d'aquesta edició va ser la participació de 16 bombers dividits en quatre equips: de l'Ajuntament de Barcelona, de la Generalitat de Catalunya, de l'Ajuntament de Madrid i de la Comunitat de Madrid, que van córrer els deu kilòmetres, en relleus de 2,5 kilòmetres, vestits amb l'uniforme reglamentari d'intervenció (amb màscara, casc, botes i ampolles d'aire) que té un pes aproximat de 20 kilos, els quatre corredors (un de cada equip) van avançar junts i els últims rellevistes van creuar la línia d'arribada de forma simultània.
2007
La novena edició, el diumenge 1 d'abril de 2007, va ser encapçalada pels kenyans Peter Kamais (27' 57''), que ja havia guanyat l'any anterior, i Eurice Jepkorir (31' 49''). Els primers bombers de Barcelona en creuar la meta van ser Fèlix Pérez Sánchez, Lluís López Cuadradas i Mario Bodas Martínez.

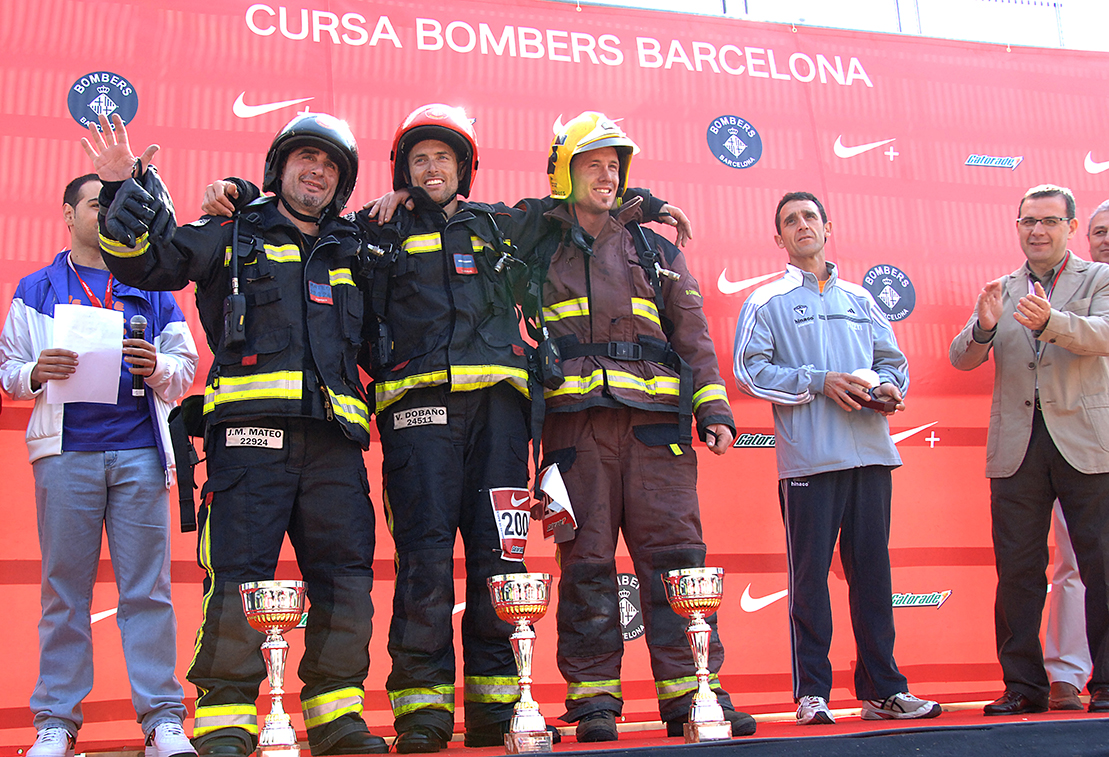
Podi dels bombers amb l'equip complet guanyadors de la Cursa de 2008

2008
Els 'deu anys de Cursa' es van celebrar el diumenge 6 d'abril de 2008, amb més de 13.000 corredors, que van sortir a les 10 del matí a l'avinguda Marquès d'Argentera amb el passeig de Picasso, recorrent el passeig de Colom, el Paral·lel, l'Arc de Triomf i la Via Laietana, arribant a la meta al mateix lloc que la sortida. Els guanyadors van ser altra vegada kenyans, però aquest cop el vencedor masculí va ser Josphat Menjo (27' 57'') amb idèntica marca que el seu compatriota Peter Kamais, que no va poder acudir per problemes amb el visat. Eurice Japkorir va repetir victòria (32' 37''). Els primers corredors espanyols van ser el català Reyes Estévez, que va acabar quart (30' 03''), i María Abel, tercera (33' 58''). Els bombers de Barcelona més ràpids van ser Jaume Cónsola (34' 37''), Carlos López i Mario Bodas (ambdós 34' 45'') i un minut més tard Lluís López. Van córrer amb l'equip complet (22 kilos) 4 bombers de Barcelona i 8 bombers de la Generalitat, ajuntament de Madrid i Andorra, arribant els primers en poc més d'una hora i quart.
2009
El matí del 5 d'abril de 2009, 17.500 atletes van córrer l'11a Cursa Bombers de Barcelona. Entre ells, desenes de bombers de Barcelona i de serveis d'arreu de Catalunya, Espanya i Andorra. 24 bombers repartits en sis equips i fent l'itinerari per relleus, van córrer vestits amb l'equip d'intervenció, botella d'aire inclosa. Els primers (bombers de Barcelona, de la Generalitat i d'Andorra) van arribar en una hora i sis minuts.
2010

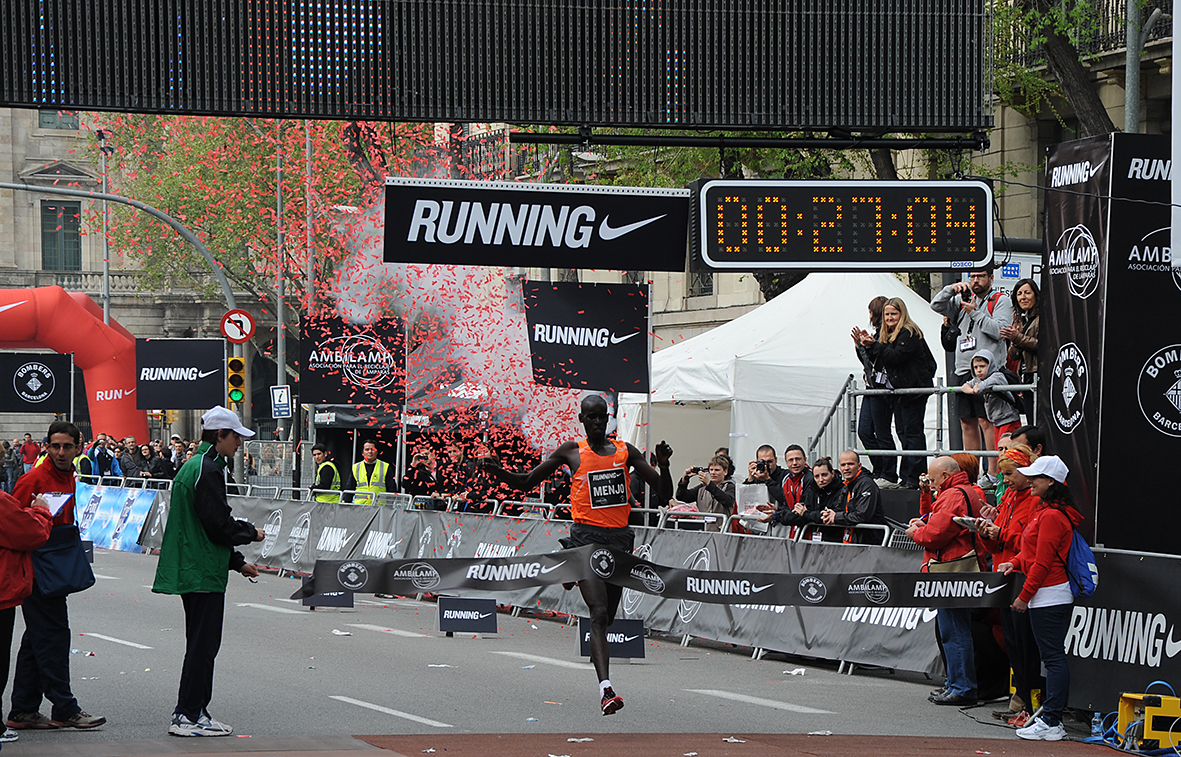
El kenyà Josphat Menjo, guanyador de la Cursa 2010, rècord absolut de la Cursa amb 27

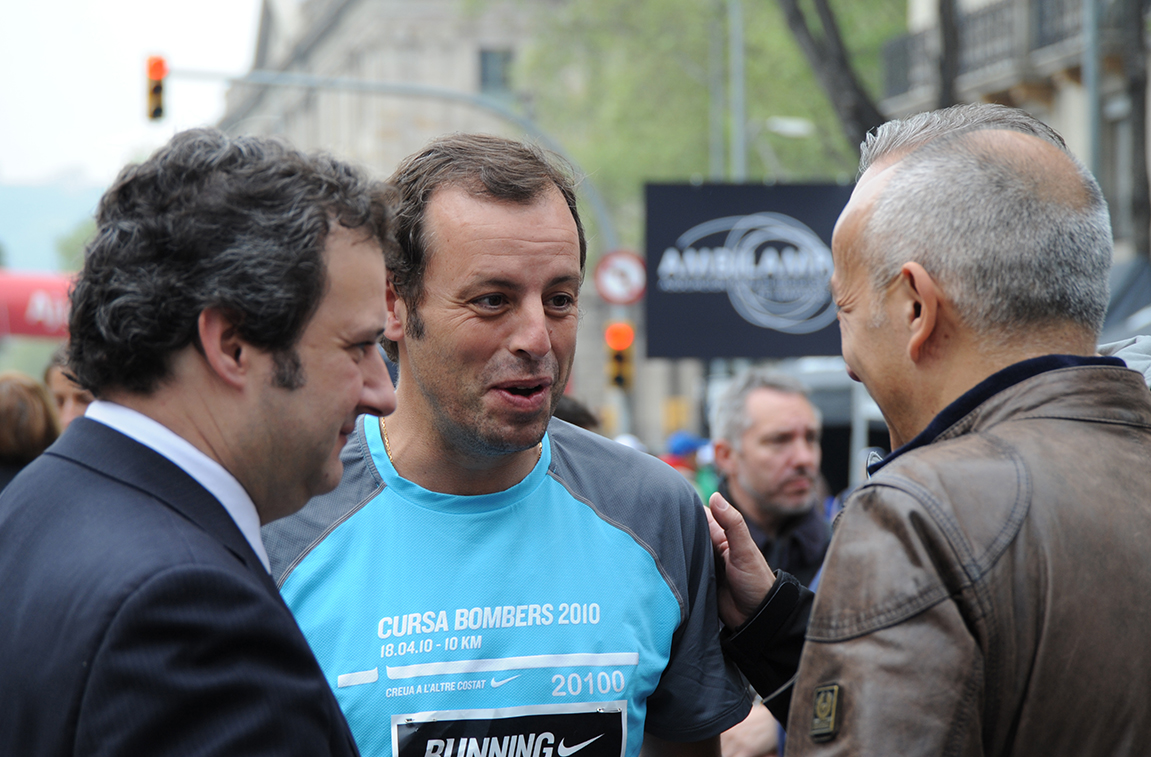
Sandro Rosell amb l'alcalde de Barcelona, Jordi Hereu, en la Cursa de 2010

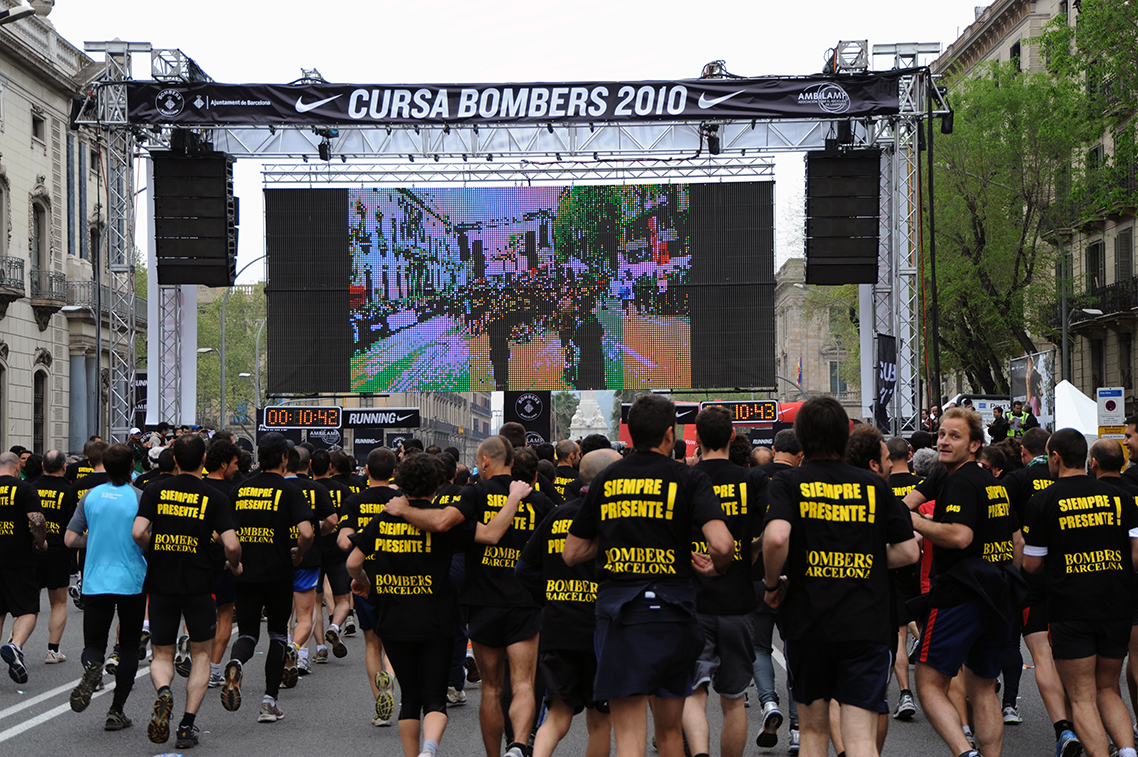
Bombers de Barcelona en homenatge al company mort en acte de servei, en la Cursa de 2010

En la 12a edició de la cursa, el diumenge 18 d'abril de 2010, uns 200 bombers de Barcelona van retre homenatge al company José Garrido, mort en acte de servei, vestint una samarreta negra amb la seva fotografia, i recorrent tota la cursa junts, a ritme pausat, arribant a la meta entre aplaudiments. La cursa va batre rècord de participants, més de 18.000, i de temps, amb el kenyà Josphat Menjo, establint el rècord de la cursa en 27' 04'', a només 3 segons del rècord mundial absolut. Menjo va compartir podi amb el català Carles Castillejo i el madrileny Chema Martínez.
2011
A la 13a cursa, celebrada el 10 d'abril de 2011, hi van participar 19.999 corredors. La calor (25 °C) poc habitual per aquestes dates va afectar els temps assolits pels atletes professionals. Ayad Lamdassem, d'origen marroquí i nacionalitat espanyola, va encapçalar el podi masculí amb un crono de 30’ 02”, i la catalana Natalia Rodríguez el podi femení amb 35' 25''. Entre la marea de samarretes groc fosforescent destacaven els cascos i jaquetons dels bombers que corrien amb l'equip d'intervenció.
2012

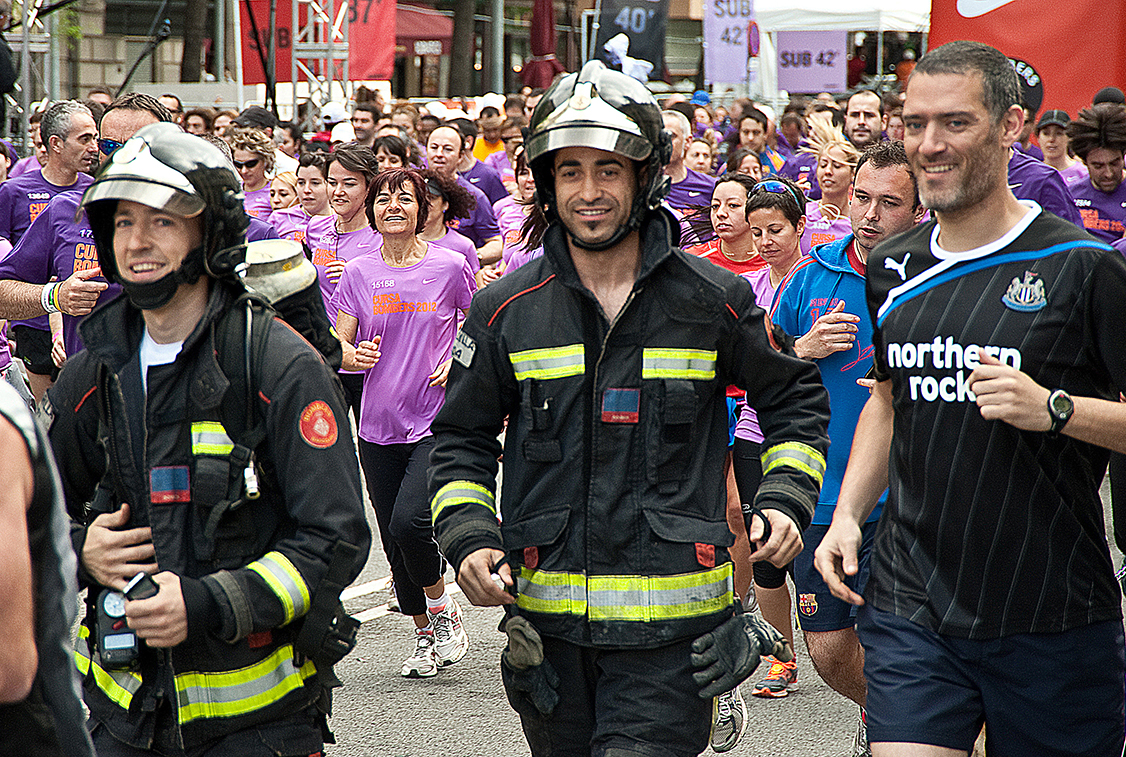
Bombers de Barcelona corrent amb el vestit d'intervenció o amb l'equip complet en l'edició de 2012

La participació a la catorzena edició de la cursa, celebrada el 14 d'abril de 2012, va ser de 24.000 corredors, 300 d'ells bombers de Barcelona, arribant el primer Jaume Cónsola (32' 31''), 31è de la classificació general, seguit de Mario Bodas (35' 19''), 124è, i Lluís López (35' 28'').
2013
La 15a cursa, el diumenge 21 d'abril de 2013, va començar amb un minut de silenci dels 26.500 corredors, en solidaritat amb les víctimes de l'atemptat a la marató de Boston, ocorregut 6 dies abans. Els guanyadors de la cursa van ser el madrileny Chema Martínez (29' 48'') i la catalana Judit Pla (33' 09''). Els guanyadors de Bombers de Barcelona van ser Raúl Gómez Garcés, Jaume Cónsola Clavé i Carlos López Fernández.
2014
El 13 d'abril de 2014 es va córrer la 16a edició de la cursa, la més femenina, doncs el 40% dels 27.000 corredors eren dones. Entre els bombers, el primer va ser Félix Pérez Sánchez, 42 de la general, segon Jaume Cónsola, 49 de la general, i Ivan Serrano, 63 de la general. Entre 40 i 50 bombers van córrer amb l'equip d'intervenció.
2015
L'edició 17a de la cursa va ser la més innovadora: nocturna, canvi de recorregut, i limitació a 20.000 corredors. A les 21 h del 12 de juny de 2015, la cursa va sortir de l'avinguda de la Reina Maria Cristina, a tocar de la plaça d'Espanya i, passant pel Paral·lel, passeig de Colom, rodejant el parc de la Ciutadella, Meridiana i Diagonal, va acabar al carrer de la Selva de Mar.
2016
El 2016 Nike va deixar de patrocinar i organitzar la Cursa de Bombers de Barcelona. Els nous patrocinadors van ser Gaes, El Periódico i Sport. La 18a edició de la cursa, celebrada el 30 d'octubre, tenia una limitació de participants de 16.000, imposada per l'Ajuntament de Barcelona, i tornava al format tradicional, diürn i circular.
2017
El 7 de maig de 2017 es va celebrar la 19a edició de la cursa, en la que van participar 13.025 atletes. Van córrer 200 bombers amb l'equip d'intervenció, entre ells la bombera de Barcelona Míriam Galisteo. El primer bomber de Barcelona va ser Xavier Núñez Fauste (35' 55''). Els vencedors de la prova van ser Ibrahim Ezzaidouni (29' 30'') en categoria masculina, i Jess Andrews (32' 49'') en la femenina. En aquesta edició es van commemorar els 25 anys dels Jocs Olímpics i Paralímpics de Barcelona '92.
2018
Amb el lema '20 anys encenent l'esperit', el 22 d'abril de 2018 la cursa va celebrar 20 anys d'existència, amb un total de 250.000 esportistes i un recorregut total de 2.500.000 kilòmetres, l'equivalent a anar i tornar a la lluna tres cops. Amb més de 14.000 corredors, el 36% dones, i 336 bombers de diferents cossos, dels quals 194 bombers de Barcelona, inclosos 57 completament equipats i 38 més amb el jaquetó, així com Bombers de la Generalitat (88), AENA (23), França (16), Itàlia (14) i Andorra (1). Els patrocinadors van passar a ser Caixabanc, i l'avituallament d'Aigües de Barcelona Els guanyadors de la cursa van ser els catalans Marc Alcalà (29' 29'') i Marta Galimany (33' 54'').
2019
La cursa del 2019 va haver de ser aplaçada per coincidir amb les primeres eleccions generals de l'any, el 10 d'abril, i la segona data, el diumenge 27 d'octubre, també va haver de ser aplaçada per coincidir amb les mobilitzacions programades com a conseqüència de la sentència del Tribunal Suprem sobre els líders del procés, i finalment es va celebrar l'1 de desembre. Els guanyadors de la 21a edició de la cursa van ser els catalans Artur Bossy Anguera (29' 44'') i Marisa Casanueva (34' 17'').
2020
La cursa del 2020 es va suspendre a causa de la pandèmia de la covid-19.
2021
L'edició 22a de la cursa es va córrer el diumenge 24 d'octubre de 2021, amb el lema 'Tornem per córrer 10 km', i amb un nou patrocinador: Vueling. Hi van participar 11.000 corredors. Els guanyadors van ser Abdesamad Oukhelfen (28' 19'') d'origen marroquí i nacionalitat espanyola, i la catalana Meritxell Soler Delgado (33' 33'').
2022
La 23a edició va tenir lloc el diumenge 23 d'octubre de 2022, amb 12.000 corredors, entre ells 300 bombers. Els guanyadors van ser els catalans Adam Maijó Frigola (29' 24'') i Meritxell Soler Delgado (33' 20''). El bomber més ràpid va ser Daniel Álvarez (32'58") i la bombera més ràpida, Gemma Font. Patrocinada també per Vueling, s'hi han adherit 11 reptes solidaris i d'investigació, pels quals s'han recollit uns 20.000 €.
2023
Amb el lema 'Vetllem, protegim, correm!' i patrocinada per Vueling, el diumenge 22 d'octubre de 2023 es va celebrar la 24a edició, amb 13.000 corredors, el 38,6 % dones. Els guanyadors van ser Abdessamad Oukhelfen Ben Haddou, de l'equip de Reus (28'42'') i Laura Rodríguez, de l'equip de Piélagos (34' 13'').
2024
La 25ª edició, amb el lema 'La de bombers!', es va córrer el diumenge 10 de novembre de 2024, amb una participació de 15.000 corredors, dels quals 453 bombers i, d'aquests, 223 pertanyen al cos de Bombers de Barcelona. Els guanyadors van ser  Adam Maijó Frigola (29' 27'') i Meritxell Soler Delgado (32' 57''), que ja van guanyar l'edició del 2022. A l'inici de la prova es va retre un homenatge als afectats pels aiguats de València.

## Palmarès
Rècord de la cursa
| Edició | Data     | Any  | Guanyador masculí         | Temps (m:s) | Guanyadora femenina           | Temps (m:s) | Sortida |
| ------ | -------- | ---- | ------------------------- | ----------- | ----------------------------- | ----------- | ------- |
| 25     | 10.11.24 | 2024 | Adam Maijó Frigola (ESP)  | 29:27       | Meritxell Soler Delgado (ESP) | 32:57       |         |
| 24     | 22.10.23 | 2023 | Abdesamad Oukhelfen (ESP) | 28:42       | Laura Rodríguez (ESP)         | 34:13       |         |
| 23     | 23.10.22 | 2022 | Adam Maijó Frigola (ESP)  | 29:24       | Meritxell Soler Delgado (ESP) | 33:20       |         |
| 22     | 24.10.21 | 2021 | Abdesamad Oukhelfen (ESP) | 28:19       | Meritxell Soler Delgado (ESP) | 33:33       |         |
| 21     | 1.12.19  | 2019 | Artur Bossy Anguera (ESP) | 29:44       | Marisa Casanueva (ESP)        | 34:17       |         |
| 20     | 22.4.18  | 2018 | Marc Alcalà (ESP)         | 29:29       | Marta Galimany (ESP)          | 33:54       |         |
| 19     | 7.5.17   | 2017 | Ibrahim Ezzaydouni (MAR)  | 29:30       | Jess Andrews (GBR)            | 32:49       |         |
| 18     | 30.10.16 | 2016 | Ilias Fifa (ESP)          | 28:55       | Marta Galimany (ESP)          | 34:38       |         |
| 17     | 12.6.15  | 2015 | Mohamed Zarhouni (ESP)    | 30:08       | Lisa Ohberg (SWE)             | 36:59       |         |
| 16     | 13.4.14  | 2014 | Ángel Ronco (ESP)         | 30:14       | Lidia Rodríguez (ESP)         | 34:23       |         |
| 15     | 21.4.13  | 2013 | Chema Martínez (ESP)      | 29:48       | Judit Pla i Roig (ESP)        | 33:09       |         |
| 14     | 22.4.12  | 2012 | Ayad Lamdassem (ESP)      | 28:54       | Judit Pla i Roig (ESP)        | 32:43       |         |
| 13     | 10.4.11  | 2011 | Ayad Lamdassem (ESP)      | 30:02       | Natalia Rodríguez (ESP)       | 35:25       |         |
| 12     | 18.4.10  | 2010 | Josphat Menjo (KEN)       | 27:04       | Jéssica Augusto (POR)         | 32:08       |         |
| 11     | 5.4.09   | 2009 | Josphat Menjo (KEN)       | 27:32       | Makda Harun (ETH)             | 32:39       |         |
| 10     | 6.4.08   | 2008 | Josphat Menjo (KEN)       | 27:57       | Eunice Jepkorir (KEN)         | 31:37       |         |
| 9      | 1.4.07   | 2007 | Peter Kamais (KEN)        | 27:57       | Eunice Jepkorir (KEN)         | 31:49       |         |
| 8      | 9.4.06   | 2006 | Peter Kamais (KEN)        | 27:29       | Belaynesh Fikadu (ETH)        | 31:55       |         |
| 7      | 3.4.05   | 2005 | Sahle Warga (ETH)         | 28:35       | Irene Kwambai (KEN)           | 31:25       |         |
| 6      | 18.4.04  | 2004 | Edwin Soi (KEN)           | 28:32       | Irene Kwambai (KEN)           | 32:18       |         |
| 5      | 30.3.03  | 2003 | David Tuwei (KEN)         | 28:32       | Marta Domínguez (ESP)         | 34:06       |         |
| 4      | 28.4.02  | 2002 | Yonas Kifle (ERI)         | 28:29       | Flomena Chepchirchir (KEN)    | 33:10       |         |
| 3      | 8.4.01   | 2001 | David Tuwei (KEN)         | 28:24       | Taussi Juma (TAN)             | 32:33       |         |
| 2      | 16.4.00  | 2000 | John Itati (KEN)          | 28:39       | Leah Kiprono (KEN)            | 33:02       |         |
| 1      | 25.4.99  | 1999 | Cheren Simatwa (KEN)      | 28:24       | Meritxell Martos (ESP)        | 36:04       |         |

## Estadístiques
| País       | Curses guanyades | Curses guanyades | Curses guanyades |
| País       | Homes            | Dones            | Total            |
| ---------- | ---------------- | ---------------- | ---------------- |
| Espanya    | 12               | 13               | 25               |
| Kenya      | 10               | 6                | 16               |
| Etiòpia    | 1                | 2                | 3                |
| Eritrea    | 1                | 0                | 1                |
| Marroc     | 1                | 0                | 1                |
| Portugal   | 0                | 1                | 1                |
| Regne Unit | 0                | 1                | 1                |
| Suècia     | 0                | 1                | 1                |
| Tanzània   | 0                | 1                | 1                |

| Atleta                  | País      | Victòries | Anys             |
| ----------------------- | --------- | --------- | ---------------- |
| Josphat Kiprono Menjo   | Kenya     | 3         | 2008, 2009, 2010 |
| Meritxell Soler Delgado | Catalunya | 3         | 2021, 2022, 2024 |
| David Tuwei             | Kenya     | 2         | 2001, 2003       |
| Irene Kwambai Kipchumba | Kenya     | 2         | 2004, 2005       |
| Peter Kamais            | Kenya     | 2         | 2006, 2007       |
| Eunice Jepkorir         | Kenya     | 2         | 2007, 2008       |
| Ayad Lamdessem          | Espanya   | 2         | 2011, 2012       |
| Judit Pla i Roig        | Catalunya | 2         | 2012, 2013       |
| Abdesamad Oukhelfen     | Catalunya | 2         | 2021, 2023       |
| Adam Maijó Frigola      | Catalunya | 2         | 2022, 2024       |